# 糸永家住宅

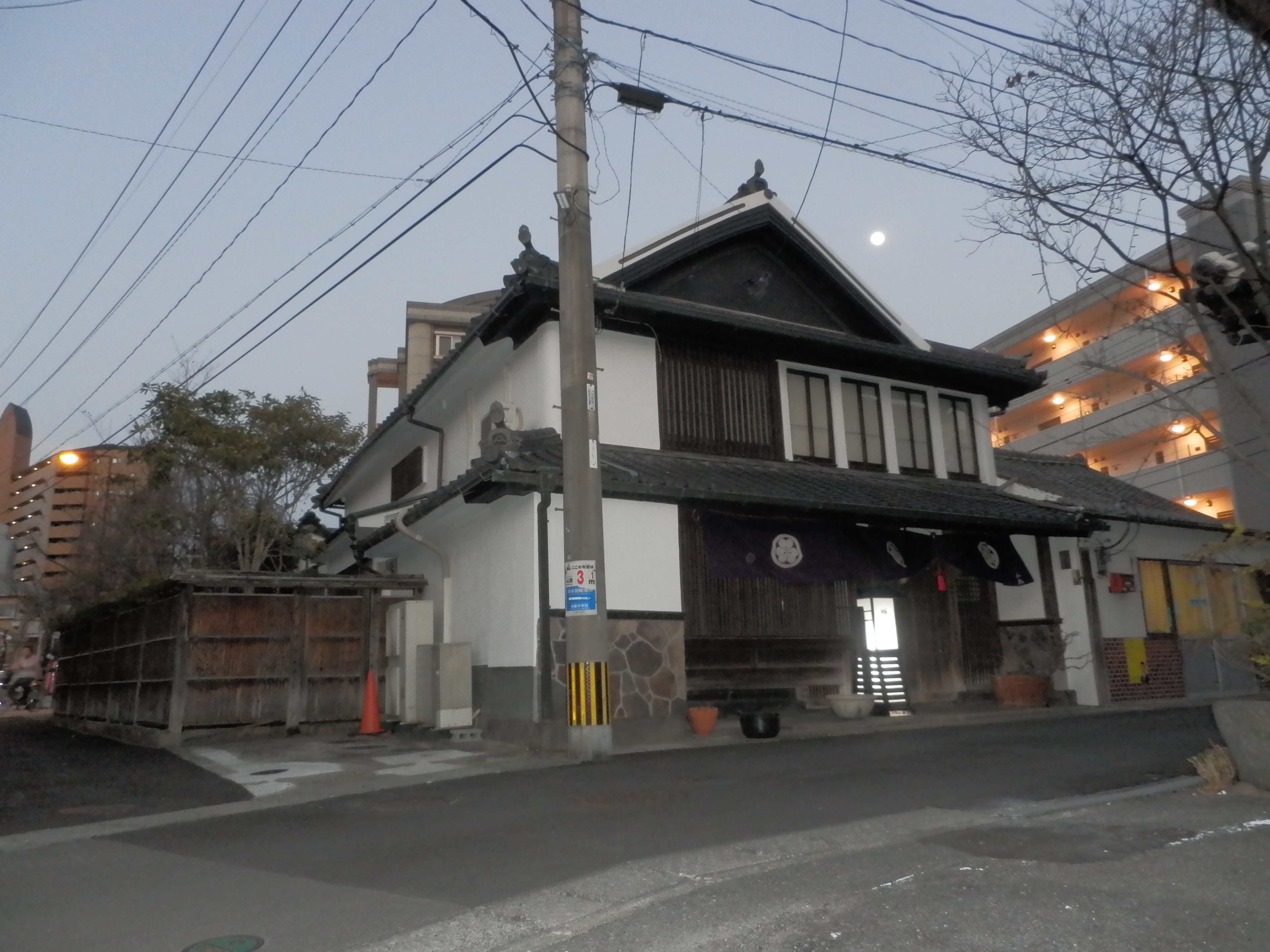
糸永家住宅

糸永家住宅（いとながけじゅうたく）は、大分県別府市浜脇にある明治・大正時代の住宅である。主屋及び離れが2007年7月31日に国の登録有形文化財に登録されている。現在は、貸しギャラリーとして再生されてギャラリー桝屋となっている。
糸永家は、元々は武家であり、18世紀半ばに浜脇に移り住んだ頃から代々庄屋を勤め、明治時代に入っても区長等を勤めた名家である。先祖には俳人の糸永燕石等がいる。

## 登録有形文化財

### 糸永家住宅主屋
屋根裏の桁に、棟札代わりに、1871年（明治4年）に糸永又三郎が隠居した父孫左衛門のために建てた旨が直接記されている。桁行8間・梁間4間半の2戸長屋形式の木造2階建瓦葺寄棟造の住宅である。建築面積は117m2。西側の道路に面して建つ平入りの住宅で、正面は塗屋造とされている。各住戸が6畳の表土間を持つ通り土間形式である。外壁は、漆喰塗と縦羽目板張りとで構成されており、4枚引きの格子戸玄関の横には連子窓が設けられている。南側住戸の奥には離れが増築されている

### 糸永家住宅離れ
大正時代の1912年-1925年に建てられたもので、主屋の東側に位置する。桁行3間・梁間2間の土蔵造2階建瓦葺切妻造。腰壁は海鼠壁とされており、外壁の漆喰塗を鉄板で覆って、漆喰塗の鉢巻が廻らされている。北面には観音開きの土戸が吊り込まれており、2階の北面及び東面には鉄板開戸の窓が設けられている。主屋とは近年設置された2間の廊下でつながれており、主屋との間は石造の五重塔、飛石、手水鉢等が設けられた小庭となっている。